# Hans Luckhardt
Hans Luckhardt (16 juin 1890 à Berlin-Charlottenburg – 8 octobre 1954 à Bad Wiessee) fut un architecte allemand et le frère de Wassili Luckhardt avec qui il travailla toute sa vie. Il étudia à l'université de Karlsruhe avec Hermann Billing et fit partie du Novembergruppe, de l'Arbeitsrat für Kunst et de la Gläserne Kette. En collaboration avec Anton Lorentz il dessina des meubles dans les années 1920 et 1930, surtout des chaises en tube en acier et mobiles.

## Biographie
De 1921 jusqu'à sa mort il dirigea une agence d'architecture avec son frère Wassili. De 1924 à 1934 il partagèrent leurs bureaux avec Alfons Anker.
Dans les années 1920 les deux frères étaient parmi les architectes mondiaux les plus influents. D'abord expressionnistes ils se tournèrent ensuite vers le Modernisme. Leurs bâtiments étaient des exemples typiques de ce courant moderne, avec leur ossature métallique ou en béton armé.
Pendant la période nazie les frères Luckhardt tentèrent au début de concilier leur architecture avec le nouveau pouvoir en place, poussant même le zèle jusqu'à adhérer au parti nazi. Mais il est rapidement devenu évident que le nouveau régime demandait un langage architectural différent. Ils furent professionnellement délégitimés et ne construisirent que trois maisons individuelles pendant cette période dont l'extérieur fut réalisé de telle sorte qu'il se mélangeait au style nazi.
Après la Deuxième Guerre mondiale ils essayèrent de retourner à leurs travaux d'avant-guerre. De 1952 à sa mort, Hans enseigna à l'université d'État de Berlin.
Il est enterré, avec son frère Wassili, au cimetière de Luisenstadt (Berlin-Kreuzberg).

## Œuvre
- La chaise ST 14 (1929)
- Thonet Siesta Medicinal, fauteuil, conçu par Hans Luckhardt dans la construction en tube d'acier pour la compagnie Gebrüder Thonet 1936.

### Bâtiments (sélection)
- Maisons à toit-terrasse sur Schorlemerallee (habitat expérimental), Berlin-Zehlendorf (1925–30, remaniées depuis)
- Bureaux sur Tauentzienstraße, Stadtküche Kraft, Berlin (1925, détruits pendant la guerre)
- Chrysler-Haus, Berlin (1927, démoli en 1961)
- Bureau à Hirsch, Berlin (1926-27)
- Villa Buchthal, Berlin-Charlottenburg (1928, transformée et agrandie par la suite)
- Villa Telschow, Berlin-Tiergarten (1928–29, détruite pendant la guerre)
- Maison de campagne, Kluge, Berlin-Charlottenburg (1929)
- Maisons „Am Rupenhorn”, Berlin (1919-32)
- Maison de campagne, Bibersteig, Berlin (1939)
- Pavillon de Berlin à Constructa 1951, Hanovre (1951, démoli)